# Jamaikanische Botschaft in Berlin

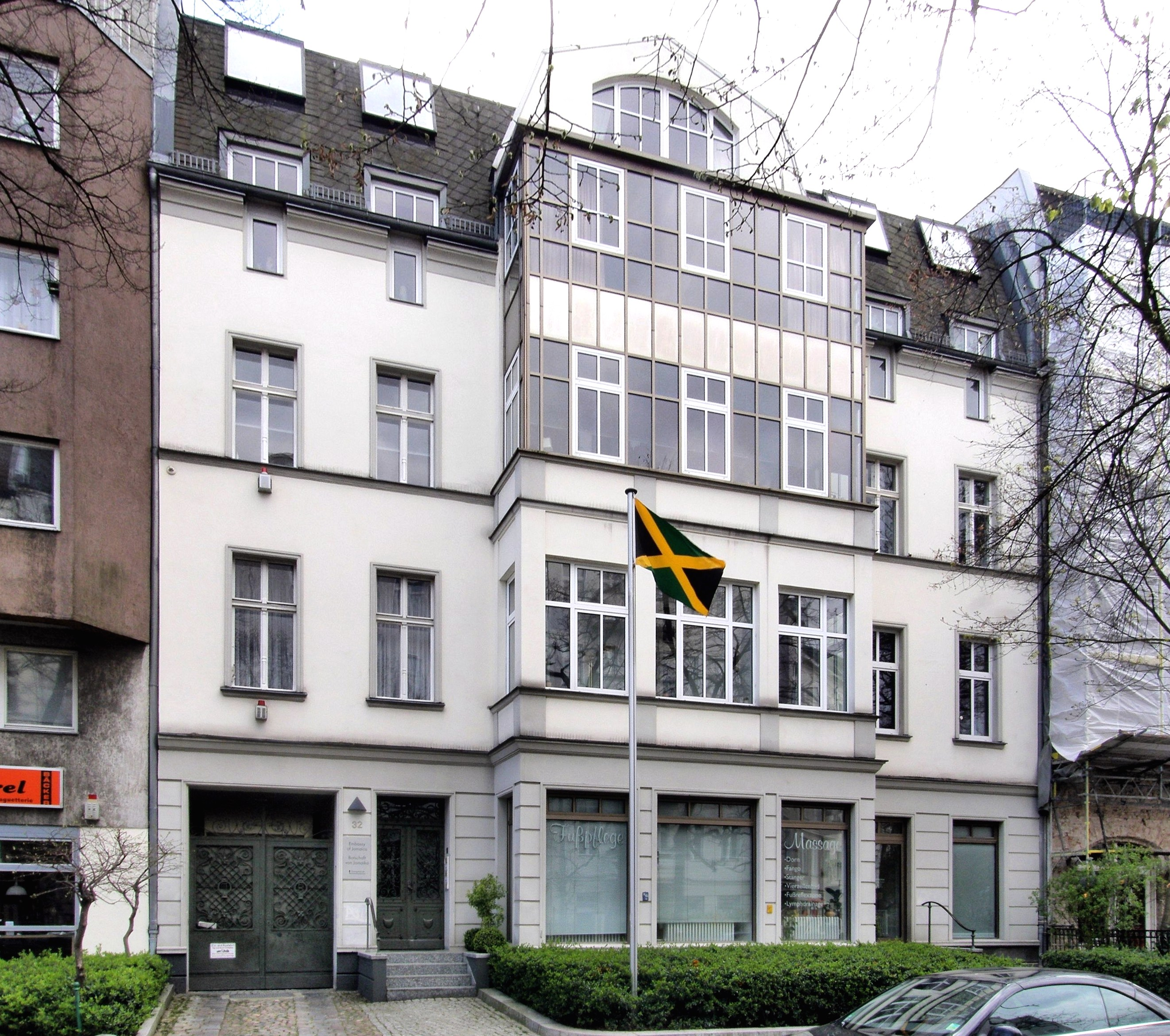
Jamaikanische Botschaft in Berlin-Friedenau

Die jamaikanische Botschaft in Berlin ist die diplomatische Vertretung des Inselstaates Jamaika in Deutschland. Das Gebäude befindet sich in der Schmargendorfer Straße 32 im Ortsteil Friedenau des Bezirks Tempelhof-Schöneberg.

## Gebäude
Das Gebäude wurde von 1903 bis 1904 von den Architekten Klitscher und Afdring im Auftrag des Eigentümers H. Klemme, eines Schlossermeisters gebaut, der hier seine Werkstatt unterhielt. In dem mehrgeschossigen Gebäude gab es im Erdgeschossbereich die Concertdirection ‚Hamburger Sänger‘ sowie fünf weitere Mietparteien in den übrigen Etagen. 1988–1990 wurde es durch Heinz Ostmann zu einem Bürogebäude mit Garagen umgebaut.
Im Jahr 2000 zog die jamaikanische Botschaft in das Backsteingebäude. Bis heute ist die Botschaft sowohl für Deutschland als auch für Bulgarien, Israel, Polen, Rumänien, Russland, Tschechien, Ungarn, den Vatikan, die Slowakei und die Ukraine zuständig.

## Geschichte
Die deutsch-jamaikanischen Beziehungen bestehen seit 1962, allerdings lief die auf einem Vertrag basierende bilaterale entwicklungspolitische Zusammenarbeit im Jahr 2003 aus. Grund hierfür ist der Entwicklungsfortschritt Jamaikas. Trotzdem empfängt der Inselstaat weiterhin Fördermittel von der Internationalen Klima Initiative und ist Partner der multilateralen Entwicklungsarbeit.
Seit 1966 setzt sich die Non-Profit-Organisation German-Jamacain-Society (GJS) für die Weiterentwicklung der politischen, ökonomischen und kulturellen Interessen der beiden Staaten ein. So werden beispielsweise Deutschkurse durch das Auswärtige Amt finanziell von der Organisation gefördert.
Die deutsche Botschaft in Jamaika befindet sich seit 1962 in der Hauptstadt Kingston.
Die DDR und Jamaika nahmen 1977 diplomatische Beziehungen auf, die bis 1990 bestanden. Der DDR-Botschafter in Kuba war in Jamaika zweitakkreditiert.

## Dienstleistungen
Zum Service der jamaikanischen Botschaft in Berlin zählen unter anderem die Bearbeitung von Pass- und Verwaltungsangelegenheiten für jamaikanische Staatsangehörige sowie die Bearbeitung von Visa-Anträgen.

## Botschafter
- 2007: Joy Elfreda Wheeler
- 2013: Margaret Jobson

## Weitere Vertretungen in Deutschland
Neben der Botschaft in Berlin unterhält Jamaika Honorarkonsulate in Bremen, Kleinmachnow und München.